# L'Intérieur du port de Marseille, vu du Pavillon de l'Horloge du Parc
L’Intérieur du port de Marseille, vu du Pavillon de l’Horloge du Parc, est une huile sur toile réalisée en 1754 par le peintre français Joseph Vernet. Conservée au musée national de la Marine de Paris, l'œuvre est un dépôt du musée du Louvre depuis 1943.

## Genèse de l’œuvre
C’est le second tableau réalisé pour la série Vues des ports de France, commandée en 1753 par le marquis de Marigny pour le roi Louis XV et exécutée entre 1754 et 1765.
Cette vue représente le Vieux-Port de Marseille depuis l’actuel quai de la Fraternité, avec, à droite, le quai du Port où se trouve l'Hôtel de Ville. Conformément aux attentes de la commande, le tableau met en valeur la dimension internationale du port de Marseille.
Joseph Vernet arrive à Marseille le 16 octobre 1753. Il réalise deux vues du port. La première, L’Entrée du port de Marseille, est conservée au Louvre. En septembre 1754, lui et sa famille quittent Marseille pour s’installer à Toulon.

## Description et analyse
Au premier plan, le quai est animé. Vernet peint avec précision l’apparence vestimentaire des personnages, illustrant une diversité de milieux sociaux : nobles, ecclésiastiques, travailleurs portuaires, marchands, mendiants. Cette diversité reflète l’activité intense du port et son rôle dans la vie économique et sociale de la ville.
Au second plan, le bassin du port est encadré par les quais. Deux navires sont amarrés en son centre. Le premier, à la poupe peinte en vermillon et surmonté du pavillon français, est doté d’une mâture à pipe, caractéristique des pratiques méditerranéennes. Le second, à sa droite, arbore un pavillon hollandais et une architecture typique des navires nordiques, témoignant de l’importance économique de Marseille et des échanges commerciaux internationaux.
L’ouverture du port, au fond de la composition, constitue le point de fuite de la perspective et renforce la profondeur de la scène.

## Réception
La toile est exposée au Salon de peinture et de sculpture de 1755.